# TEAM (テレビドラマ)
『TEAM』（チーム）は、1999年10月13日から12月22日まで毎週水曜日21:00 - 21:54に、フジテレビ系「水曜劇場」枠で放送されたテレビドラマ。その後2003年までスペシャルドラマが4作放送された。主演は草彅剛。

## 概要
文部省（のちに省庁改組により文部科学省）に所属する風見勇助（草彅剛）と警視庁のたたき上げ刑事・丹波肇（西村雅彦）がコンビで少年事件に挑むという内容。
風見は加害少年性善説、丹波は加害少年性悪説に立ち、互いに意見をぶつけ合って事件の真相を探っていく、当時の刑事ドラマとしては異色の作品だった。
少年事件の実像をリアルに、かつ非常にシビアに描いており、決してハッピーエンドとは言えない結末も多かったものの、少年犯罪の増加が懸念される時代背景もあって好評を得た。
草彅にとって、シリアスものの連続ドラマ初主演作でもある。
第1話には小泉純一郎元内閣総理大臣が文部大臣（のちの文部科学大臣）役で出演した。

## キャスト

### 主要人物
- 風見勇助 - 草彅剛
- 丹波肇 - 西村雅彦
- 丹波綴 - 水野美紀
- 神代一課長 - 大杉漣
- 前田季織 - 戸田菜穂
- 坂上（丹波）郁恵 - 黒木瞳
- 丹波純 - 二瓶佑麻
- 水橋和夫
- 川島 - 竹沢一馬

### ゲスト
第1話
- 文部大臣 - 小泉純一郎
- 佐々木あつし - 小場賢（当時ジャニーズJr.）
- あつしの母 - 水沢有美
- 天現寺竜

第2話
- 白木良雄 - 島田直樹
- 菊池伸也 - 牧野紘二

第3話
- 安田要一 - 井澤健
- 藤田宗久

第4話
- 黛巧美 - 堤箸一平
- 太地琴恵
- 野仲イサオ
- 加地健太郎
- 菊池均也
- 沼崎悠

第5話
- 杉野愛子 - 矢沢心
- 美穂 - 仲根かすみ
- 郷田ほづみ
- 伊藤俊人
- 松山幸次
- 猪俣由貴
- 山崎海童

第6話
- 大原久美子 - 山口香緒里
- 西田真人 - 伊藤達哉
- 高泉淳子

第7話
- 恭平 - 江畑浩規
- 清水哲也 - 升毅

第8話
- 野村圭一 - 中丸新将
- 野村大地 - 内野謙太
- 半海一晃

第9話
- 羽場裕一（10話・11話にも出演）
- 小林隆（10話・11話にも出演）
- 不破万作
- 三觜要介

第10話および最終話
- 細川 - 福薗由布樹
- 串田史郎 - 池田貴尉
- 街田しおん
- 矢島夏湖
- 小池栄子
- 勝俣幸子

スペシャル1
- 館野由貴 - 深田恭子
- 楠野二郎 - 青木伸輔
- 矢島哲夫 - 山本耕史
- 有川千夜子 - 円城寺あや
- 吉村孝司 - 隈部洋平
- 村上光子 - 沢村有沙
- 飯田捜査員 - 菊池均也
- 警視庁一係長 - 冷泉公裕
- 直人 - 高橋洋一
- 直人の父 - 佐渡稔

スペシャル2
- 今野礼子 - 茜史帆
- 佐上将一 - 森山未來
- 清水里美 - 畑野浩子
- 桜井裕美
- 阿南健治
- 松澤一之
- 脇知弘
- 大塚良重
- 皆川猿時
- 充吉修介

スペシャル3
- 栗栖宗一 - 風間杜夫
- 風見勇治 - 河原崎建三
- 村瀬美那子 - 篠原涼子
- 三沢亜季 - 邑野未亜
- 荒木 - 崎本大海
- 勝地涼
- 多賀名将也

スペシャル4
- 吉村栄太 - 内博貴（当時:NEWS・当時:関ジャニ8）、小堀陽貴（小学生時代）
- 吉村忠明 - 浅野和之
- 吉村由美 - 山下容莉枝
- 栄太の叔父 - 江良潤
- ミヨコ（栄太の彼女） - 大谷みつほ
- 長谷川三夫 - 永山たかし
- 村下洋一 - 佐々木和徳
- 手島博司 - 野仲イサオ
- マサフミ（米屋の息子、栄太のいとこ） - 佐野泰臣
- 野間真二（栄太の友人） - 脇知弘

## スタッフ
- 脚本 - 君塚良一
- 演出 - 河野圭太、西谷弘
  - オープニング映像のキャストロゴやエンドロールのフォントなど古畑任三郎を手がけた河野圭太らしい演出が施されている。
- 音楽 - 服部隆之
- 主題歌 - canna「風の向くまま」
- 企画 - 石原隆
- プロデュース - 関口静夫
- 制作 - フジテレビ、共同テレビ

## 放送日程

### 連続ドラマ
| 話数                                                       | 放送日         | サブタイトル                   | 演出     | 視聴率 |
| ---------------------------------------------------------- | -------------- | ------------------------------ | -------- | ------ |
| 第1話                                                      | 1999年10月13日 | 犯人の名は未成年               | 河野圭太 | 15.2%  |
| 第2話                                                      | 1999年10月20日 | いじめる子供いじめられる子供   | 河野圭太 | 13.2%  |
| 第3話                                                      | 1999年10月27日 | 顔のない犯罪者                 | 西谷弘   | 14.3%  |
| 第4話                                                      | 1999年11月3日  | 動けば、爆発する               | 河野圭太 | 15.0%  |
| 第5話                                                      | 1999年11月10日 | 鬼刑事と援助交際               | 西谷弘   | 14.4%  |
| 第6話                                                      | 1999年11月17日 | 美人女教師と男子生徒の恋の行方 | 西谷弘   | 10.7%  |
| 第7話                                                      | 1999年11月24日 | 女課長、襲われる               | 河野圭太 | 12.5%  |
| 第8話                                                      | 1999年12月1日  | 町が荒れている                 | 西谷弘   | 11.1%  |
| 第9話                                                      | 1999年12月8日  | 最後の事件                     | 河野圭太 | 11.2%  |
| 第10話                                                     | 1999年12月15日 | 丹波、撃たれる                 | 西谷弘   | 14.9%  |
| 最終話                                                     | 1999年12月22日 | 別れ                           | 河野圭太 | 11.2%  |
| 平均視聴率 13.1%（視聴率は関東地区・ビデオリサーチ社調べ） |                |                                |          |        |

### スペシャルドラマ
| # | 放送日        | サブタイトル                                                                                 | 演出     | 視聴率 |
| - | ------------- | -------------------------------------------------------------------------------------------- | -------- | ------ |
| 1 | 2000年11月3日 | その少女は天使なのか悪魔なのか?少年犯罪に挑むあの2人の刑事が再びコンビを組む                 | 河野圭太 | 22.0%  |
| 2 | 2001年10月5日 | 公立中学で起きた謎の連続傷害事件 誰も見たことのない生徒が真犯人なのか?失った記憶の意味は?    | 河野圭太 | 15.5%  |
| 3 | 2002年9月20日 | 少年を襲う連続強盗傷害事件にあのコンビが復活…親は我が子の無念を晴らせるのか                  | 河野圭太 | 16.7%  |
| 4 | 2003年9月26日 | お母さんごめんなさい…殺人を犯した17歳少年の孤独とその裏に潜む歪んだ親子愛にあのチームが挑む! | 河野圭太 | 15.0%  |

## 受賞
- 第23回ザテレビジョンドラマアカデミー賞[1]
  - ザテレビジョン特別賞